# Kitty Kat
Kitty Kat, pseudonimo di Katharina Löwel (Berlino, 22 gennaio 1982), è una rapper tedesca divenuta famosa grazie all'etichetta Aggro Berlin.

## Carriera
Katharina Löwel nasce a Berlino, ma cresce ad Augusta a causa del trasferimento dei suoi genitori. A ventuno anni decide di tornare a Berlino dove incontra Paul NZA, un produttore tedesco. Successivamente a questo incontro, nel 2006, inizia a lavorare con la Aggro Berlin, che però mantiene segreta la collaborazione, non pubblicando alcuna foto o video. La prima apparizione pubblica risale all'uscita dell'album Aggro Anti Ansage Nr. 8, dal quale qualche tempo dopo, venne estratto il suo primo singolo Meine Zeit ("Il mio momento").
Nella primavera del 2009, in un'intervista a Bravo, Kitty Kat ha preannunciato l'uscita del suo primo album da solista,  pubblicato nell'agosto dello stesso anno.

## Discografia

### Album studio
| Anno | Titolo     | Album Charts | Album Charts | Album Charts | Vendite |
| Anno | Titolo     | GER          | AUT          | CH           | Vendite |
| ---- | ---------- | ------------ | ------------ | ------------ | ------- |
| 2009 | Miyo!      | 29           | 51           | -            |         |
| 2011 | Pink Mafia | 71           | -            | -            |         |

### Con Aggro Berlin
| Anno | Titolo                  | Album Charts | Album Charts | Album Charts | Vendite |
| Anno | Titolo                  | GER          | AUT          | CH           | Vendite |
| ---- | ----------------------- | ------------ | ------------ | ------------ | ------- |
| 2008 | Aggro Anti Ansage Nr. 8 | 25           | 20           | -            |         |

### EP´s
- 2008: Aggro im Club 001 (EP di Sido, B-Tight & Kitty Kat)

### Mixtapes
- 2012: Dirty

### Singoli
| Anno | Titolo                                      | Singoli Charts | Singoli Charts | Singoli Charts |
| Anno | Titolo                                      | GER            | AUT            | CH             |
| ---- | ------------------------------------------- | -------------- | -------------- | -------------- |
| 2009 | Beweg dein Arsch (Sido, Kitty Kat & Tony D) | 17             | 34             | -              |
| 2009 | Bitchfresse (L.M.S)                         | -              | -              | -              |
| 2009 | Braves Mädchen                              | 58             | 54             | -              |
| 2011 | Fliegen üben (feat. Megaloh)                | -              | -              | -              |
| 2012 | Biatch / Überblass                          | -              | -              | -              |
| 2012 | Ich Tanz für Dich                           | -              | -              | -              |
| 2013 | 900 Meilen (feat. Luis Laserpower)          | -              | -              | -              |

### Altre pubblicazioni
- 2006: Mach keine faxen (Sido feat. Kitty Kat) → Ich (Album)
- 2006: Ficken (Sido feat. Tony D & Kitty Kat) → Ich (Album)
- 2006: Bergab "Remix" (Sido feat. B-Tight, Kitty Kat, Alpa Gun & G-Hot) → Ich (Album)
- 2007: Szenario (B-Tight feat. Kitty Kat) → Neger Neger (Album)
- 2007: Das geständnis (B-Tight feat. Kitty Kat) → Neger Neger (Album)
- 2007: Weihnachtssong "Remix" (Sido feat. G-Hot, Kitty Kat & Tony D) → (Freetrack)
- 2007: Aggro Starz 2007 (Sido, Kitty Kat, Fler, B-Tight & Tony D) → (Freetrack)
- 2008: Strip für mich (Sido feat. Kitty Kat) → Ich und meine Maske (Album)
- 2008: Aggrokalypse (Sido feat. B-Tight, Fler & Kitty Kat) → Ich und meine Maske (Album)
- 2008: Beweg dein Arsch (Sido feat. Kitty Kat & Tony D) → Ich und meine Maske (Album)
- 2008: Ich und meine Katze (Sido feat. Kitty Kat) → Ich und meine Maske (Album)
- 2008: Halt dein Maul "Remix" (Sido feat. Kitty Kat, Willi Murda & Automatikk) → Ich und meine Maske (Album)
- 2008: Meine Zeit → (Freetrack)
- 2008: Work This Out (feat. D'Klay) → (Freetrack)
- 2009: Das ist Hip Hop (Sido feat. B-Tight & Kitty Kat)
- 2009: Das eine (Sido feat. Kitty Kat)
- 2009: Aggro Collabo (Fler feat. Kitty Kat, Sido & Tony D)
- 2009: Aggro Starz 2009 (Sido, B-Tight, Fler, Tony D & Kitty Kat)
- 2009: Ruf mich (Sido feat. Kitty Kat & Bintia) → Aggro Berlin (Album)
- 2009: Ich leb mein Traum → (Freetrack)
- 2009: Glücklich → (Freetrack)
- 2009: Miss Kitty → (Freetrack)
- 2009: Einsamkeit → (Freetrack)
- 2010: Showdown → (Freetrack)
- 2010: Die Katze kommt → (Freetrack)
- 2010: Klub → (Freetrack)
- 2010: Pistole (Sido feat. Kitty Kat) → (Freetrack)
- 2010: Eine Chance (Manuellsen feat. Kitty Kat)
- 2010: Ey yo (Tony D feat. Kitty Kat)
- 2010: Vogel flieg (Silla feat. Kitty Kat) → Silla Instinkt (Album)
- 2011: Mörderpuppe → (Freetrack)
- 2011: Ich weiss es tut weh → (Freetrack)
- 2011: Hinter dem Horizont → (Freetrack)
- 2011: Keiner kennt meinen Namen → (Freetrack)
- 2011: Das was ich brauch → (Freetrack)
- 2012: It´s my Party → (Freetrack)
- 2012: Es hört nicht auf (Alpa Gun feat. Kitty Kat) → Ehrensache (Album)
- 2012: Wie soll ich / Durchdrehen → (Freetrack)
- 2012: The Best (Kitty Kat & Mims) → (Freetrack)

### Dissing
- 2009: Früher wart ihr Fans (Fler feat. Kitty Kat & Godsilla) (Diss verso Kollegah)